# 칼렌차노
칼렌차노(이탈리아어: Calenzano)는 이탈리아 토스카나주 피렌체현에 있는 코무네다. 피렌체에서 북서쪽 11km 거리에 있다.